# طب الأسنان في كندا
ممارسة طب الأسنان في كندا يشرف عليها مجلس طب الأسنان الوطني في كندا بالاشتراك مع وكالات أخرى، مثل لجنة اعتماد طب الأسنان في كندا ولجنة اعتماد طب الأسنان في كندا الكلية الملكية لأطباء الأسنان في كندا. في عام 2013، كان هناك 21109 طبيب أسنان في كندا وفقا لجمعية طب الأسنان الكندية.

## الترخيص
طب الأسنان هي مهنة منظمة في كندا. من أجل ممارسة طب الأسنان، يجب على طبيب الأسنان الحصول على ترخيص أو تصريح من المقاطعة أو الإقليم انهم يرغبون في ممارسة في. الشرط الرئيسي للحصول على ترخيص في جميع المقاطعات والأقاليم الكندية هو اجتياز امتحانات المجلس الوطني لفحص الأسنان. تتطلب العديد من المقاطعات من المتقدمين إكمال امتحان الفقه والأخلاق الذي يختبر المعرفة المتعلقة بالقوانين المحلية والأخلاق وتنظيم المهنة.

### فحص المعهد الوطني للأسنان
يجب على المرشحين الذين يسعون لممارسة طب الأسنان في كندا إكمال بنجاح امتحان من جزأين تدار من قبل مجلس طب الأسنان الوطني في كندا (المعهد الوطني للأسنان). يسمح لطلاب طب الأسنان في كليات طب الأسنان الكندية والأمريكية المعتمدة بإجراء الاختبار في موعد لا يتجاوز 3 أشهر قبل التخرج، وهو ما يعني عادة مسيرة عام التخرج. عند الانتهاء بنجاح من الامتحان، يصدر المعهد الوطني للأسنان شهادة للمرشح.
1. تخرج من كلية طب الأسنان المعتمدة في كندا، و الولايات المتحدة، أستراليا (منذ 2011)، نيوزيلندا (منذ عام 2011)، أو أيرلندا (منذ 2012) [4] أو
2. اجتاز عملية المعادلة لخريجي مدارس طب الأسنان الأخرى (أطباء الأسنان الأجانب المدربين).[3]

### البرامج المؤهلة (الدائمة المتقدمة) وعملية المعادلة لأطباء الأسنان المدربين الأجانب
يمكن لأطباء الأسنان المدربين في الخارج الحصول على دمد أو دس من كلية طب الأسنان المعتمدة في كندا أو الولايات المتحدة من خلال التسجيل في برنامج مؤهل أو متقدم. عادة ما يتكون البرنامج من آخر سنتين إلى ثلاث سنوات من برنامج طب الأسنان النموذجي.
مدارس طب الأسنان التي تقدم هذه البرامج في كندا هي:
- جامعة دالهوزي[5]
- جامعة ألبرتا[6]
- جامعة كولومبيا البريطانية[7]
- جامعة تورنتو[8]
- جامعة مانيتوبا[9]
- جامعة ويسترن أونتاريو[10]
- جامعة ماكجيل[11]
- جامعة مونترال[12]
- جامعة ساسكاتشوان

في عام 2011، تم إطلاق عملية المعادلة لأطباء الأسنان الأجانب المدربين.
تتكون العملية من ثلاثة اختبارات:
1. تقييم الامتحان التحريري للمعرفة الأساسية. امتحان على أساس شكل سؤال الاختيار من متعدد.
2. تقييم امتحان المهارات السريرية: امتحان عملي على تيبودونتس و مانيكان.
3. تقييم الامتحان التحريري السريري.

الطريق البديل للذهاب من خلال برنامج مؤهل أو برنامج دائم متقدم لا يزال موجودا.
للحصول على ترخيص لممارسة طب الأسنان في كندا: هناك طبيب الأسنان الدولي برنامج التنسيب المتقدم .برامج غير معتمدة البلدان المعترف بها من قبل لجنة اعتماد طب الأسنان في كندا أو لجنة جمعية طب الأسنان الأمريكية على اعتماد طب الأسنان (كودا) هي:أستراليا، كندا، أيرلندا، نيوزيلندا، الولايات المتحدة الأمريكية.
إذا كنت مؤهلا في بلد غير مدرج أعلاه، فسيتم اعتبارك غير معتمد.
عندما تم إطلاقه لأول مرة في عام 2011، اجتاز 44 مرشحا فقط عملية المعادلة. في عام 2014، مر أكثر من 260 مرشحا، وفي عام 2017، ارتفع هذا العدد إلى 307 مرشحا. من المتوقع أن تستمر هذه الأرقام في الارتفاع حيث ارتفع عدد المرشحين الذين يتحدون الامتحانات بشكل مطرد عاما بعد عام.

## أكثر من تشبع أطباء الأسنان في كندا
وفقا لجمعية طب الأسنان الكندية، انخفضت نسبة السكان إلى أطباء الأسنان في جميع المقاطعات والأقاليم. ينتج عن تخمة طبيب الأسنان هذه منافسة متزايدة وأوقات عصيبة لأطباء الأسنان خاصة في المراكز الحضرية مثل تورونتو.

## مجموعات طب الأسنان في كندا
دينتالكورب هي أكبر شبكة في كندا من عيادات الأسنان. بدأت في عام 2011 ونمت إلى أكثر من 500 موقع تخدم 2 مليون كندي. تأسست ألتيما لطب الأسنان في عام 1993 ولديها أكثر من 30 مكتبا لطب الأسنان. تشمل مجموعات الأسنان الأخرى 123 طبيب أسنان، اختيار الأسنان  والأسنان الزاوية الأسنان. ومع ذلك، تكتسب هذه المجموعات الكبيرة أيضا انتقادات متزايدة لافتقارها إلى "اللمسة الشخصية".

## الإنجازات
كانت أول امرأة تحصل على ترخيص كطبيبة أسنان في كندا إيما غودرو كاسغرين في عام 1898. تم تدريبها من قبل زوجها، جراح الأسنان هنري إدموند كاسغرين، مبتكر في طب الأسنان.

## روابط خارجية
- مجلس طب الأسنان الوطني في كندا
- الكلية الملكية لأطباء الأسنان في كندا
- الجمعية الكندية لطب الأسنان
- رابطة كليات طب الأسنان الكندية